# Lola Cañamero Matesanz
Lola Cañamero Matesanz és una científica espanyola, doctora en filosofia especialista en intel·ligència artificial que estudia el comportament emocional dels robots. És professora en The School of Computers Science de la Universitat de Hertfordshire, de Londres, on dirigeix la investigació de "Crear i modelar emocions en robots", amb el Grup de Recerca de Sistemes Adaptatius (Adaptatifs Systems Research Group) en el Laboratori Emotion Modeling.

## Biografia
Va passar la seva infància al municipi Cantimpalos, a Segòvia, on els seus pares treballaven com a mestres. Va estudiar Filosofia en la Universitat Complutense de Madrid (1983-1991) i va ser professora i assistent de recerca de Lògica i Filosofia de la Ment en el departament de Lògica i Filosofia de la Ciència. Es va doctorar en Ciències de la Computació en el Laboratori de Recerca Informàtica de la Universitat de París-XI amb la supervisió de Yves Kodratoff (1991-1995).
En 1995-1996 va aconseguir una beca postdoctoral en el Laboratori d'Intel·ligència Artificial del MIT amb el professor de robòtica Rodney Brooks i en 1997 amb Luc Steels. En 1998-1999 va ser investigadora científica en l'Institut d'Investigació en Intel·ligència Artificial (IIIA) del Consell Espanyol de Recerques Científiques (CSIC) i el 2000 científica visitant en el Lego Lab del departament de Ciències de la Computació de la Universitat d'Aarhus.
Des del 2001 és professora a l'Escola de Ciències de la Computació de la Universitat de Hertfordshire de Londres i forma part de l'Association for the Advancement of Affective Computing.

## Investigació
Cañamero ha participat en diversos projectes de recerca sobre intel·ligència artificial, entre ells Humaine (2004-2007), el projecte europeu Feelix Growing (FEEL, Interact, eXpress: a Global approach to development With Interdisciplinary Grounding) (2006-2010) que va coordinari d'Aliz-E (2009-2014). Actualment, dirigeix la investigació "Crear i modelar emocions en robots", amb el Grup d'Investigació de Sistemes Adaptatius (Adaptatifs Systems Research Group).
En el 2007 en el programa de divulgació científic Xarxes de TVE dirigit per Eduardo Punset, Cañamero va presentar un altre exemple pràctic del desenvolupament de la seva investigació: dos gossets-robots, assetjador i assetjat, ens mostren la necessitat de crear l'emoció de la "por" i la conducta a seguir (capacitat de refugiar-se) en el gos assetjat davant la presència de l'assetjador.

### Nao, el primer robot "emocional"
En el 2010 va presentar a Nao, un dels primers robots capaç de mostrar “emocions” com a resposta a tractes en el món real. Si Nao està feliç, cerca una abraçada i si té por, es queda quiet en el lloc, esperant que algú el consoli.

### Robin i la diabetis
Robin (una contracció de "Robot infantil") és un nen-robot autònom que sofreix diabetis que ha estat desenvolupat per Lola Cañamero i Matthew Lewis per a ajudar els nens a millorar la seva confiança i habilitats en el control de la seva pròpia diabetis. Els nens poden jugar amb Robin, ajudar a satisfer les seves necessitats socials i físiques mentre aprenen a detectar i corregir els símptomes relacionats amb la diabetis. El seu desenvolupament es va iniciar amb el programa d'investigació Aliz-E.

## Publicacions
- 2008 Animating Expressive Characters for Social Interaction[12]
- Hiolle, Antoine, Cañamero, Lola, Blanchard, Arnaud J. (2007): Learning to Interact with the Caretaker: A Developmental Approach. In: Paiva, Ana, Prada, Rui, Picard, Rosalind W. (eds.) ACII 2007 - Affective Computing and Intelligent Interaction, Second International ConferenceSeptember 12-14, 2007, Lisbon, Portugal. pàg. 422-433.
- Cañamero, Lola, Ávila-García, Orlando (2007): A Bottom-Up Investigation of Emotional Modulation in Competitive Scenarios. In: Paiva, Ana,Prada, Rui, Picard, Rosalind W. (eds.) ACII 2007 - Affective Computing and Intelligent Interaction, Second International Conference September 12-14, 2007, Lisbon, Portugal. pàg. 398-409.
- Cañamero, Lola (2005): Emotion understanding from the perspective of autonomous robots research. In Neural Networks, 18 (4) pàg. 445-455.